# Zoltán Kiss
Zoltán Kiss (Püspökladány, 18 agosto 1980) è un ex calciatore ungherese, di ruolo centrocampista.

## Palmarès
- Campionato di calcio ungherese: 4

Debrecen: 2004-2005, 2005-2006, 2006-2007, 2008-2009
- Coppa d'Ungheria: 3

Debrecen: 1999, 2001, 2008
- Supercoppa d'Ungheria: 4

Debrecen: 2005, 2006, 2007, 2009